# Ninon Esposito
Ninon Esposito (Grenoble, 26 novembre 1996) è un'ex sciatrice alpina francese.

## Biografia
Attiva in gare FIS dal novembre del 2011, in Coppa Europa la Esposito ha esordito il 29 gennaio 2016 a Sestriere in slalom speciale, senza completare la gara, e ha ottenuto il miglior piazzamento il 17 marzo 2018 a Soldeu/El Tarter nella medesima specialità (6ª); in Coppa del Mondo ha disputato tre gare, tutti slalom speciali (il primo il 10 marzo 2018 a Ofterschwang, l'ultimo il 9 marzo 2019 a Špindlerův Mlýn), senza completarne nessuna. Ha preso per l'ultima volta il via in Coppa Europa il 15 dicembre 2019 ad Andalo in slalom gigante, senza completare la gara, e si è ritirata durante quella stessa stagione 2019-2020: la sua ultima gara è stata uno slalom speciale FIS disputato il 7 febbraio a Saint-Jean-d'Aulps. Non ha preso parte a rassegne olimpiche o iridate.

## Palmarès

### Coppa Europa
- Miglior piazzamento in classifica generale: 94ª nel 2018

### South American Cup
- Miglior piazzamento in classifica generale: 21ª nel 2017
- 1 podio:
  - 1 terzo posto

### Campionati francesi
- 2 medaglie:
  - 1 argento (slalom speciale nel 2019)
  - 1 bronzo (slalom speciale nel 2018)